# Línea 35 (Movibus)
La línea 35 de la red de autobuses interurbanos de la Región de Murcia (Movibus) une Altorreal con Murcia.

## Características
Fue puesta en servicio el 27 de diciembre de 2021, tras una reorganización en ciertos servicios de la primera fase de Movibus. Heredó el recorrido de la línea 52 de LAT, uniendo la urbanización Altorreal con el centro de Murcia a través de la Avenida Juan Carlos I.
La línea mantiene los mismos horarios todo el año (exceptuando las vísperas de festivo y festivos de Navidad).
Pertenece a la concesión RMU-003 "Molina de Segura - Murcia", y es operada por Interbus.

## Horarios
| Lunes a viernes laborables | Lunes a viernes laborables | Sábados laborables | Sábados laborables | Domingos y festivos | Domingos y festivos |
| Altorreal > Murcia         | Murcia > Altorreal         | Altorreal > Murcia | Murcia > Altorreal | Altorreal > Murcia  | Murcia > Altorreal  |
| 07:00                      | 06:40                      | 09:50              | 09:30              | 09:30               | 11:30               |
| 08:00                      | 07:40                      | 12:20              | 12:00              | 13:30               | 15:30               |
| 09:25                      | 09:00                      | 17:20              | 14:30              | 17:30               | 19:30               |
| 11:25                      | 11:00                      | 19:50              | 19:30              |                     |                     |
| 13:35                      | 13:15                      | 22:30              | 21:00              |                     |                     |
| 15:00                      | 14:35                      |                    | 23:10              |                     |                     |
| 16:15                      | 15:50                      |                    |                    |                     |                     |
| 18:25                      | 18:00                      |                    |                    |                     |                     |
| 20:25                      | 20:00                      |                    |                    |                     |                     |
| 21:25                      | 21:00                      |                    |                    |                     |                     |
|                            | 22:30                      |                    |                    |                     |                     |

## Recorrido y paradas

### Sentido Murcia
| Parada                      | Común con              | Conexiones con tranvía |
| --------------------------- | ---------------------- | ---------------------- |
| Avda. Reino de Murcia 1     |                        |                        |
| Avda. Reino de Murcia 3     |                        |                        |
| Plaza de la Huertana        |                        |                        |
| La Quinta                   |                        |                        |
| Avda. del Golf 1            |                        |                        |
| Sierra del Oro              |                        |                        |
| Residencial Hoyo Uno        |                        |                        |
| Isla Verde                  |                        |                        |
| Avda. Castillo de Aledo     |                        |                        |
| Cruce Castillo de Aledo     |                        |                        |
| Avda. del Montañal          |                        |                        |
| Avda. del Golf 4            |                        |                        |
| Avda. del Golf 3            |                        |                        |
| Cruce El Chorrico           |                        |                        |
| Urb. El Chorrico (Piscinas) |                        |                        |
| Avenida del Golf            |                        |                        |
| Avda. Río Segura 1          |                        |                        |
| Avda. Río Segura 2          |                        |                        |
| Esquina Castillo de Mula    |                        |                        |
| Avda. Río Segura 3          |                        |                        |
| Plaza de los Naranjos       |                        |                        |
| Montepríncipe               | 37                     |                        |
| C.C. Myrtea - Diego Marín   | 31 34 37               |                        |
| Cruce del Puntal            | 31 32A 34 36 37 38     | Cruce del Puntal       |
| Biblioteca-Pabellón (Impar) | 31 32A 34 36 37 38     | Biblioteca Regional    |
| Barnés (Impar)              | 31 32A 34 36 37 38     | Juan Carlos I          |
| Plaza Circular, 14          | 21B 31 32A 34 36 37 38 | Plaza Circular         |

### Sentido Altorreal
| Parada                      | Común con              | Conexiones con tranvía |
| --------------------------- | ---------------------- | ---------------------- |
| Plaza Circular, 14          | 21B 31 32A 34 36 37 38 | Plaza Circular         |
| Barnés (Par)                | 31 32A 34 36 37 38     | Juan Carlos I          |
| Biblioteca-Pabellón (Par)   | 31 32A 34 36 37 38     | Biblioteca Regional    |
| Cruce del Puntal            | 31 32A 34 36 37 38     | Cruce del Puntal       |
| C.C. Myrtea - Diego Marín   | 31 34 37               |                        |
| Montepríncipe               | 37                     |                        |
| Avda. Reino de Murcia 1     |                        |                        |
| Avda. Reino de Murcia 3     |                        |                        |
| Plaza de la Huertana        |                        |                        |
| La Quinta                   |                        |                        |
| Avda. del Golf 1            |                        |                        |
| Sierra del Oro              |                        |                        |
| Residencial Hoyo Uno        |                        |                        |
| Isla Verde                  |                        |                        |
| Avda. Castillo de Aledo     |                        |                        |
| Cruce Castillo de Aledo     |                        |                        |
| Avda. del Montañal          |                        |                        |
| Avda. del Golf 4            |                        |                        |
| Avda. del Golf 3            |                        |                        |
| Cruce El Chorrico           |                        |                        |
| Urb. El Chorrico (Piscinas) |                        |                        |
| Avenida del Golf            |                        |                        |
| Avda. Río Segura 1          |                        |                        |
| Avda. Río Segura 2          |                        |                        |
| Esquina Castillo de Mula    |                        |                        |
| Avda. Río Segura 3          |                        |                        |
| Plaza de los Naranjos       |                        |                        |